# 板東郡
板東郡（ばんどうぐん）は、阿波国（現徳島県）にあった郡である。坂東郡と表記される場合もある。

## 地理
郡域は現在の板野郡東部から藍住町・北島町・松茂町・鳴門市の各全域および徳島市応神町・川内町を含む一帯に比定される。

## 歴史
鎌倉時代から江戸時代初期の郡名。板野郡が東西に分割されて成立した。郡の境は現在の板野町大寺の金泉寺（四国八十八箇所霊場第三番札所）の正面から南方へ下る道が基準となっていた。
仁治4年正月10日条に「フクラヲタチ･･･････船ヲヲリテ阿波国坂東郡大寺ニ宿ス」とあるのが初見である。
また鎌倉中期頃の成立とみられる「源平盛哀記」巻42の、阿波国に上陸した源義経が讃岐国屋島に拠る平氏を背後から討つために阿讃の国境を越える際の描写に、「阿波国坂東坂西打過ぎて、阿波と讃岐の境なる中山の山口の南に陣を取」と見え、この頃には坂東・坂西の区分が行われていたことが知られる。
なお、坂東・坂西と、ともに「坂」の字を当てるが、板野郡を分割した地名であることから本来は「板」の字が正しい。